# Marek Sobola
Marek Sobola (* 3. července 1981, Žilina) je slovenský heraldik a zahradní architekt, člen Slovenské komory architektů. Ve své tvorbě zahradního architekta se na Slovensku věnuje také vertikálním a střešním zahradám, inspirovaný tvorbou Patrika Blanca, zakladatele vertikální zeleně. Od roku 2023 zastává funkci honorárního konzula Rumunska ve Slovenské republice s konzulárním obvodem pro Trenčínský a Žilinský kraj.

## Vzdělání
- 1999 – 2004 Slovenská zemědělská univerzita v Nitre, Fakulta zahradnictví a krajinného inženýrství, studium zahradní a krajinné architektury (inženýr - Ing.)
- 2004 – 2007 Slovenská zemědělská univerzita v Nitre, Fakulta evropských studií a regionálního rozvoje, Katedra udržitelného rozvoje (doktor - Ph.D.)
- 2007 – současnost: návrhy zahrad a krajinné architektury ve vlastním studiu
- 2011 – člen Slovenské komory architektů jako autorizovaný krajinný architekt
- 2011 – 2016 Univerzita Konstantina Filozofa v Nitre, Filozofická fakulta, studium dějin (magistr - Mgr.)
- 2017 – Žilinská diecéze, člen diecézní liturgické komise[6]

## Biografie
Marek Sobola je autorem prvního památníku na Slovensku, který je věnován pádu meteoritu. V roce 2010 spolu se Stanislavem Mikolajem založili spolek Servare et Manere, které v současnosti organizačně zastřešuje slovenský mezinárodní projekt Strom míru (Slovenština: Strom pokoja). Mezinárodní projekt Strom míru oficiálně reprezentuje Slovensko pod značkou „DOBRÝ NÁPAD SLOVENSKO – GOOD IDEA SLOVAKIA“. Servare et Manere v rámci projektu na mezinárodní úrovni spolupracuje s různými osobnostmi kulturního, společenského a politického spektra. Marek Sobola je od roku 2010 generálním tajemníkem Servare et Manere.
Na základě návrhu Tomáše Galise, žilinského diecézního biskupa byl v roce 2020 jmenován členem Rady Konference biskupů Slovenska pro vědu, vzdělání a kulturu.
V roce 2021 v Žilině vytvořil spolu s pružinským sochařem Michalem Janigem Památník Carla Gustava Swenssona, švédského zahradního architekta evropského významu.

## Ocenění

### Profesionální
- Společnost pro zahradní a krajinářskou tvorbu (Slovensko), soutěž Zahrada, park, detail roku 2023: I. místo: Památník Carla Gustava Swenssona. Spoluautoři díla jsou sochař Michal Janiga a zahradní architekt Ján Janík.[13][14][15]
- Společnost pro zahradní a krajinářskou tvorbu (Slovensko), soutěž Zahrada, park, detail roku 2016: II. místo: Zelená stěna Gothal[16][17]
- Společnost pro zahradní a krajinářskou tvorbu, soutěž Zahrada, park, detail roku 2016: III. místo: Zelená stěna Château Gbeľany[16][18]
- Ministerstvo kultury Slovenské republiky, soutěž Fénix - Kulturní památka roku 2017: Čestné uznání za výjimečnou realizaci projektu obnovy pozdně barokní sochy Sv. Jana Nepomuckého v Divině[19][20]

### Dynastické
Askánská dynastie:
- Čestná a záslužná medaile Domácího řádu Albrechta Medvěda, (2024)[21]
- Pamětní odznak vévody Jáchyma Arnošta Anhaltského (Herzog Joachim Ernst Erinnerungszeichen)[22]

Rumunská královská rodina:
- Královská medaile za věrnost (Medalia Regală pentru Loialitate) (2022)[23][24]

Královská rodina obojí Sicílie, neapolsko-sicilská linie (francouzsko-neapolská větev):
- Konstantinův řád sv. Jiří, bronzová Medaile Benemerenti (Medaglia Benemerenti) (2021)[25]

Romanovci:
- Carská pamětní medaile "Na památku 100. výročí velké války 1914 – 1918" (2020)[26]

## Heraldické práce
Marek Sobola se věnuje převážně církevní institucionální a osobní heraldice, zejména v oblasti Oceánie. Vytvořil erby mnohých církevních provincií katolických misí v prostoru Tichého oceánu.

### Instituce

#### Arcidiecéze
- Honiarská metropolitní arcidiecéze (Archidioecesis Honiaranus), Šalomounovy ostrovy
- Madangská metropolitní arcidiecéze (Archidioecesis Madanganus), Papua Nová Guinea
- Rabaulská metropolitní arcidiecéze (Archidioecesis Rabaulensis), Papua Nová Guinea

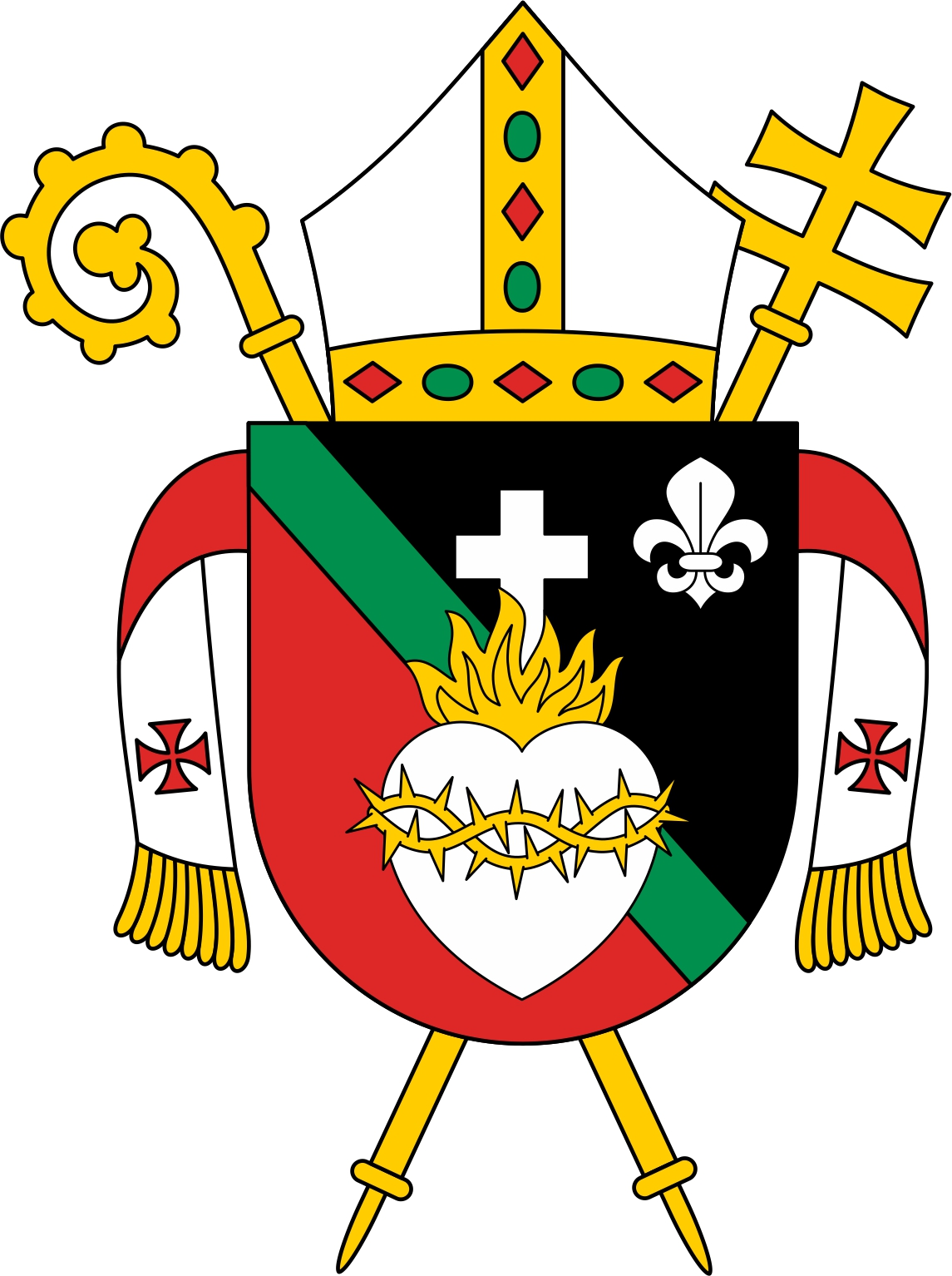
Rabaulská metropolitní arcidiecéze
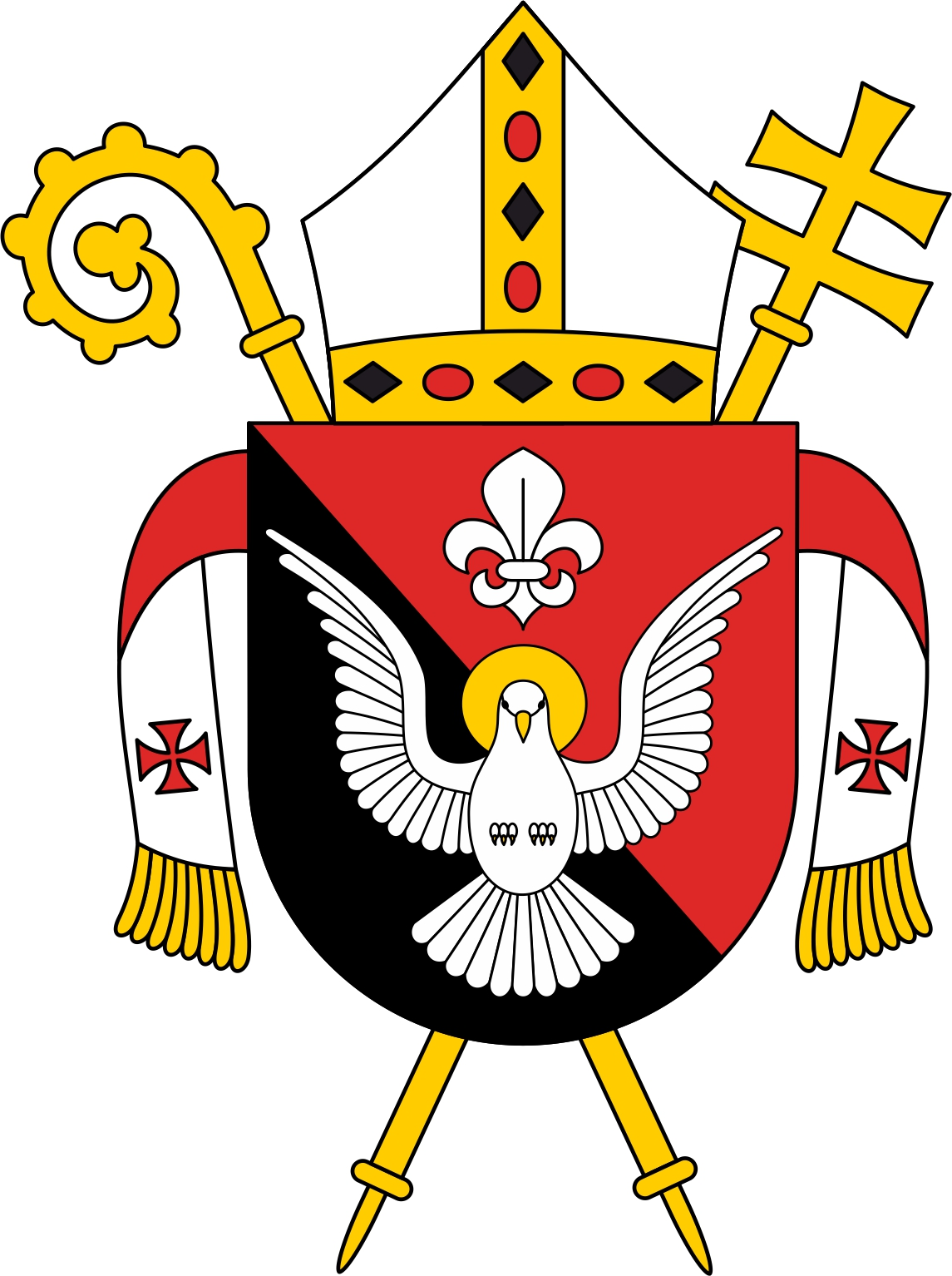
Madangská metropolitní arcidiecéze

#### Diecéze
- Tonžská diecéze (Dioecesis Tongana), Tonga
- Alotau-Sideiská diecéze (Dioecesis Alotauna-Sideiana), Papua Nová Guinea
- Bereinjská diecéze (Dioecesis Bereinitana), Papua Nová Guinea
- Gorokská diecéze (Diocesis Gorokanus), Papua Nová Guinea
- Kimbská diecéze (Dioecesis Kimbensis), Papua Nová Guinea
- Diecéze Pago Pago (Dioecesis Samoa-Pagopagensis), Americká Samoa
- Reykjavícká diecéze (Dioecesis Reykiavikensis), Island

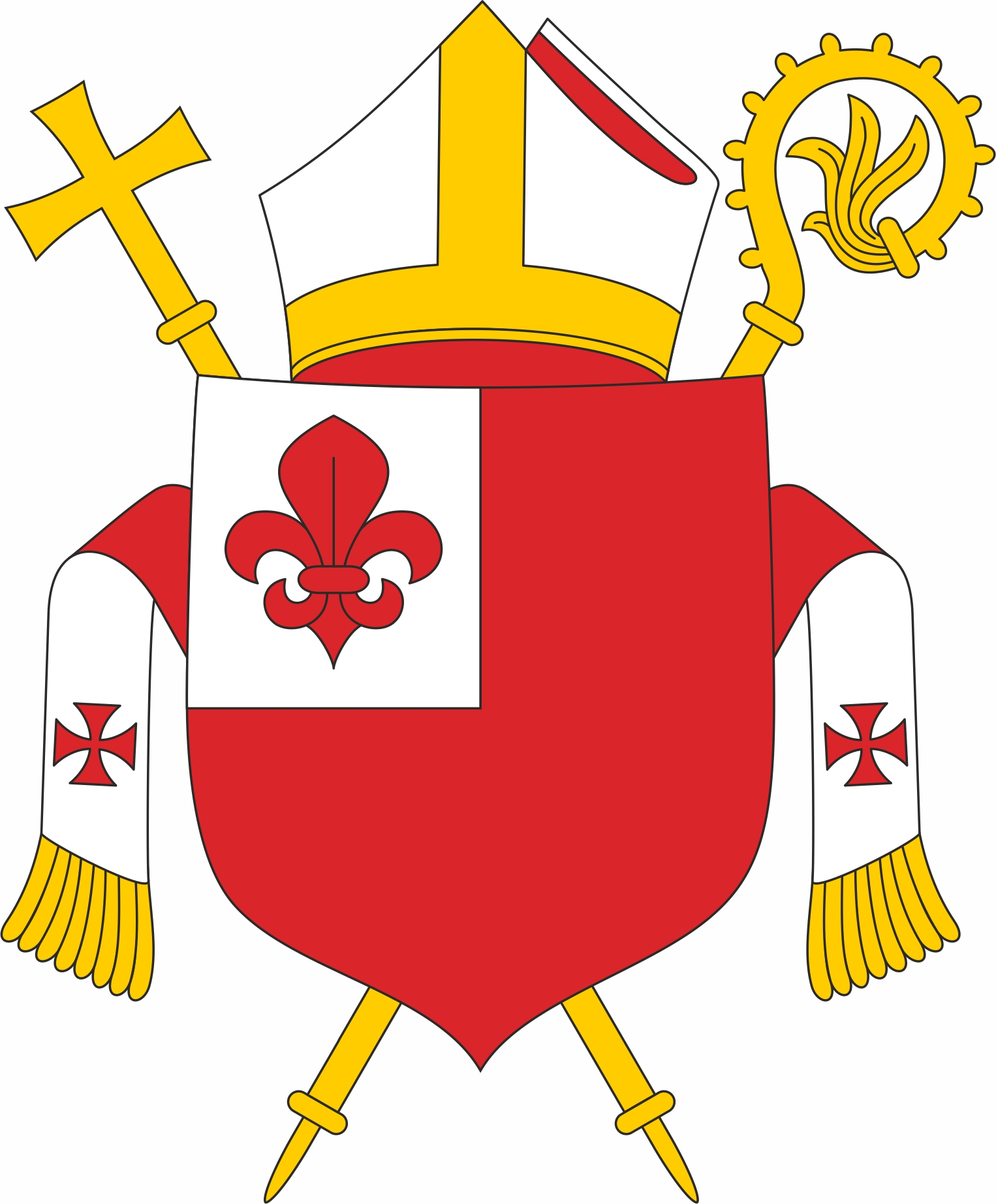
Tonžská diecéze
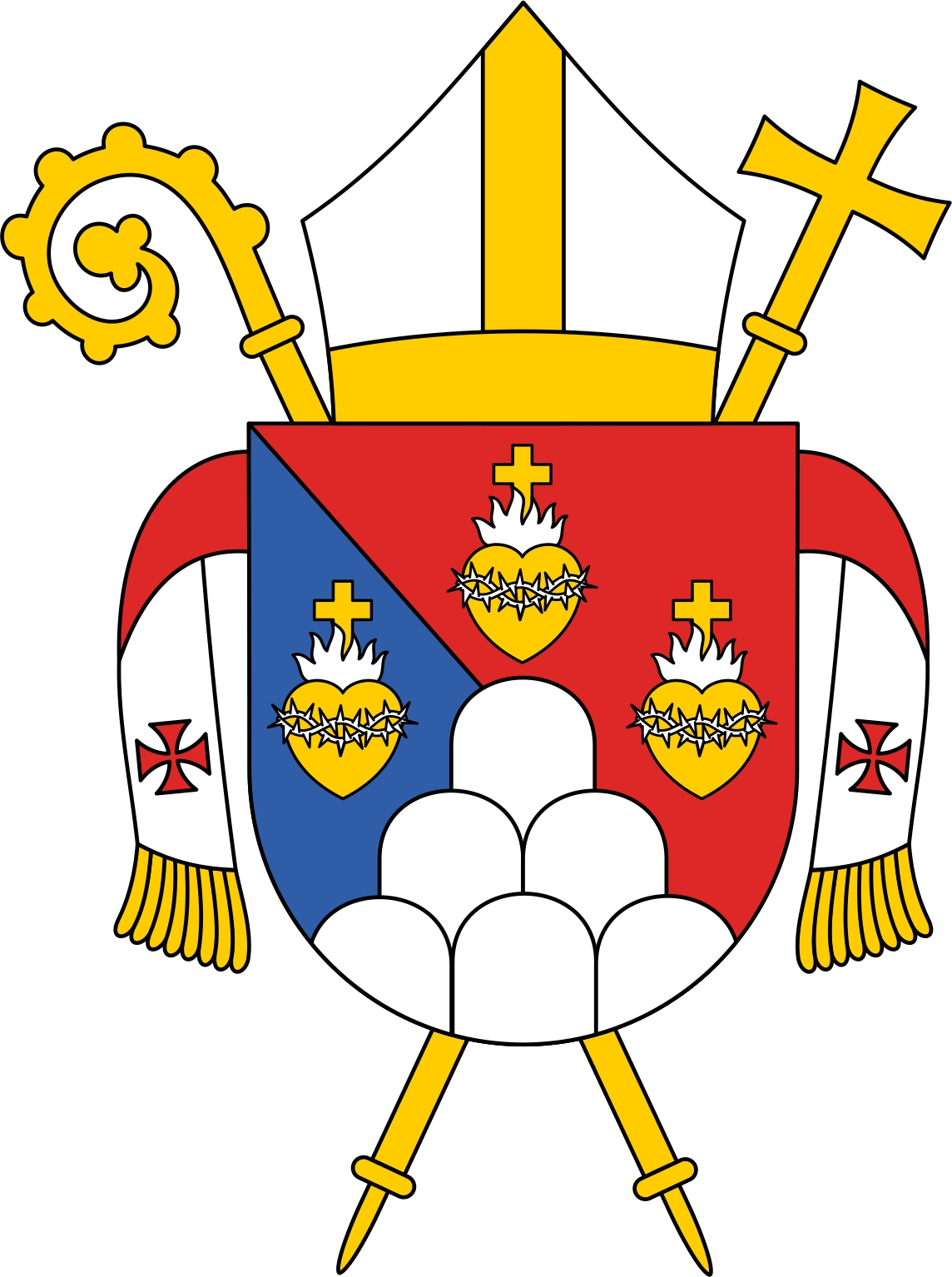
Alotau-Sideiská diecéze
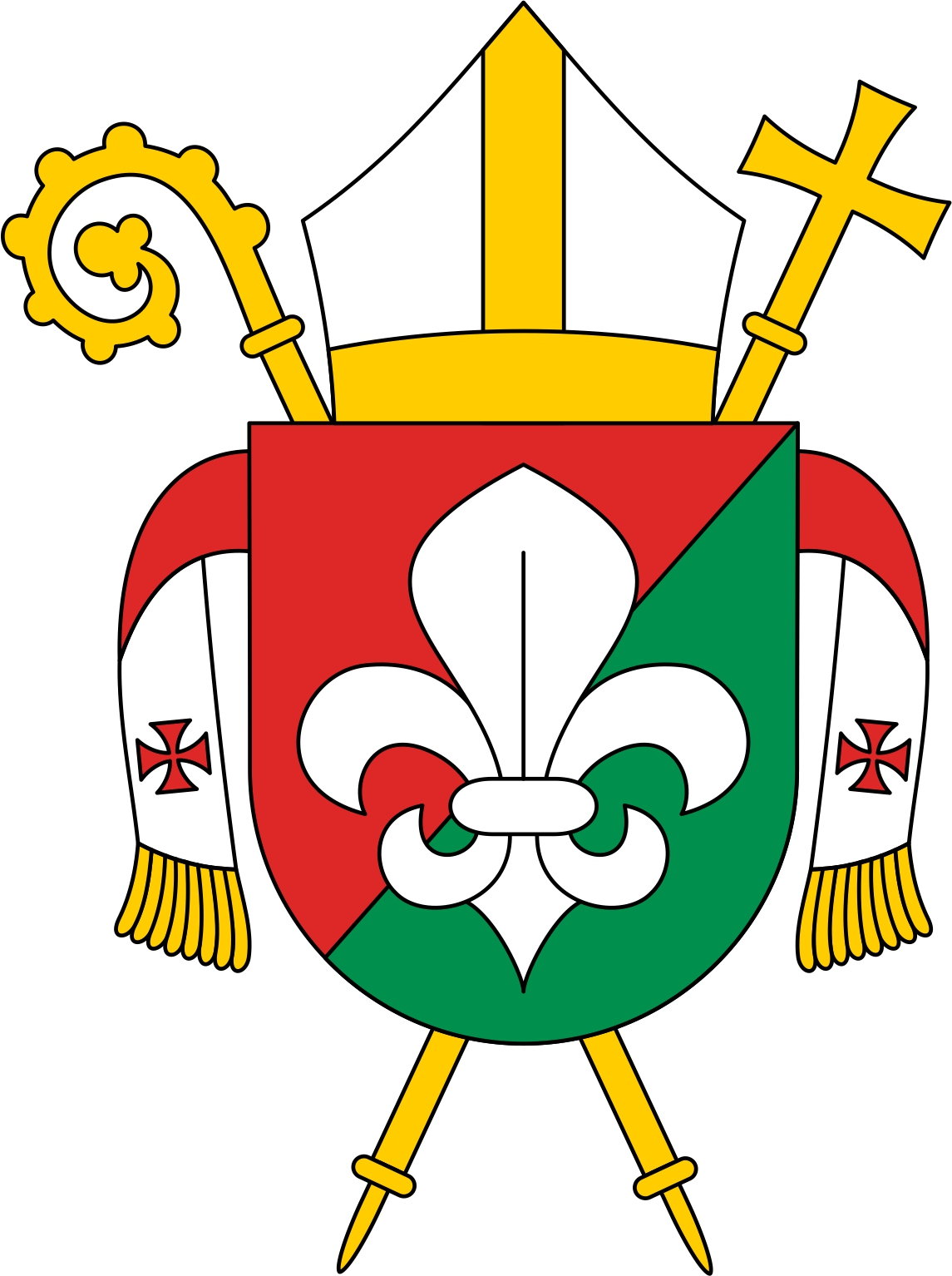
Gorokská diecéze
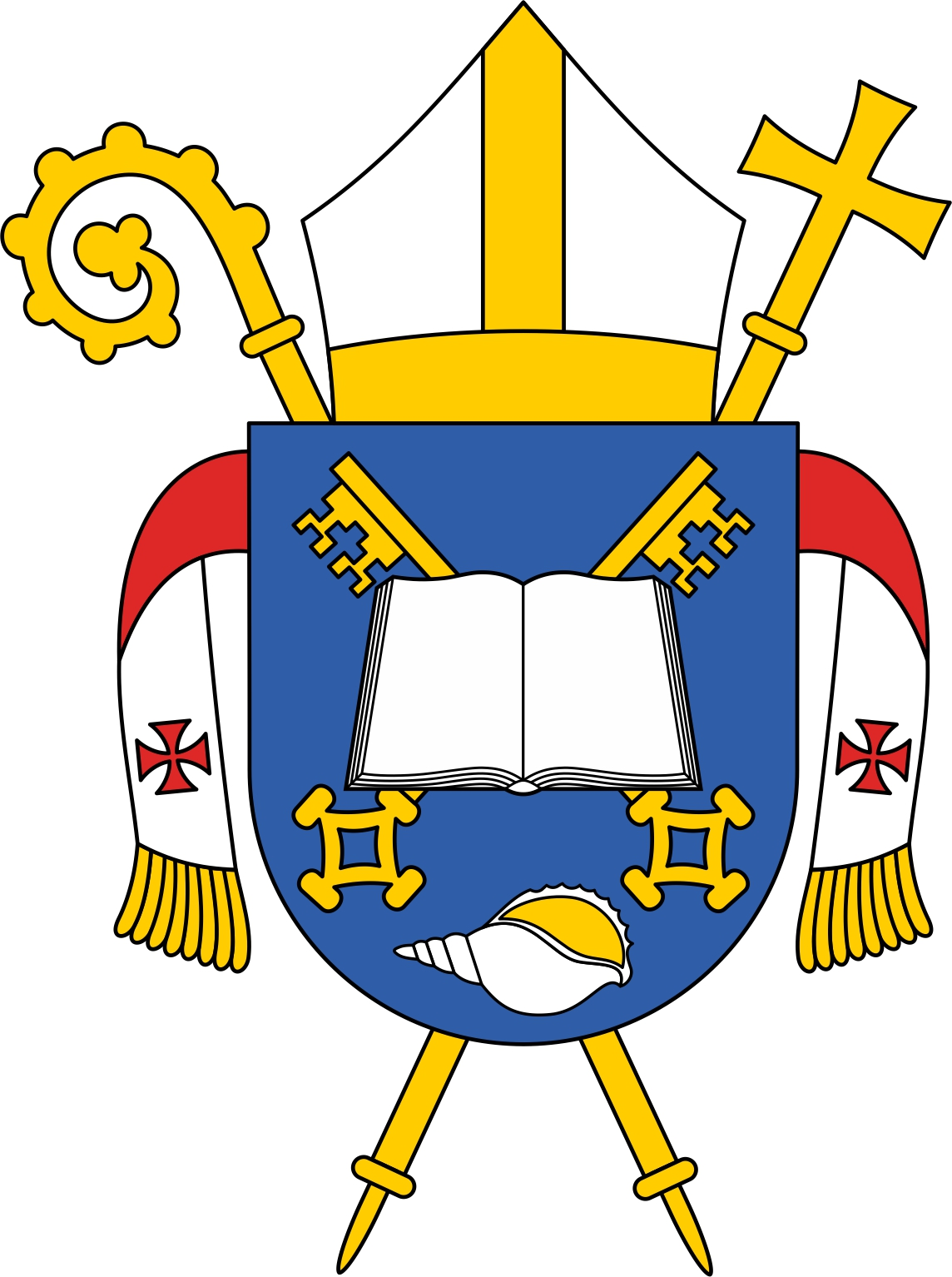
Kimbská diecéze
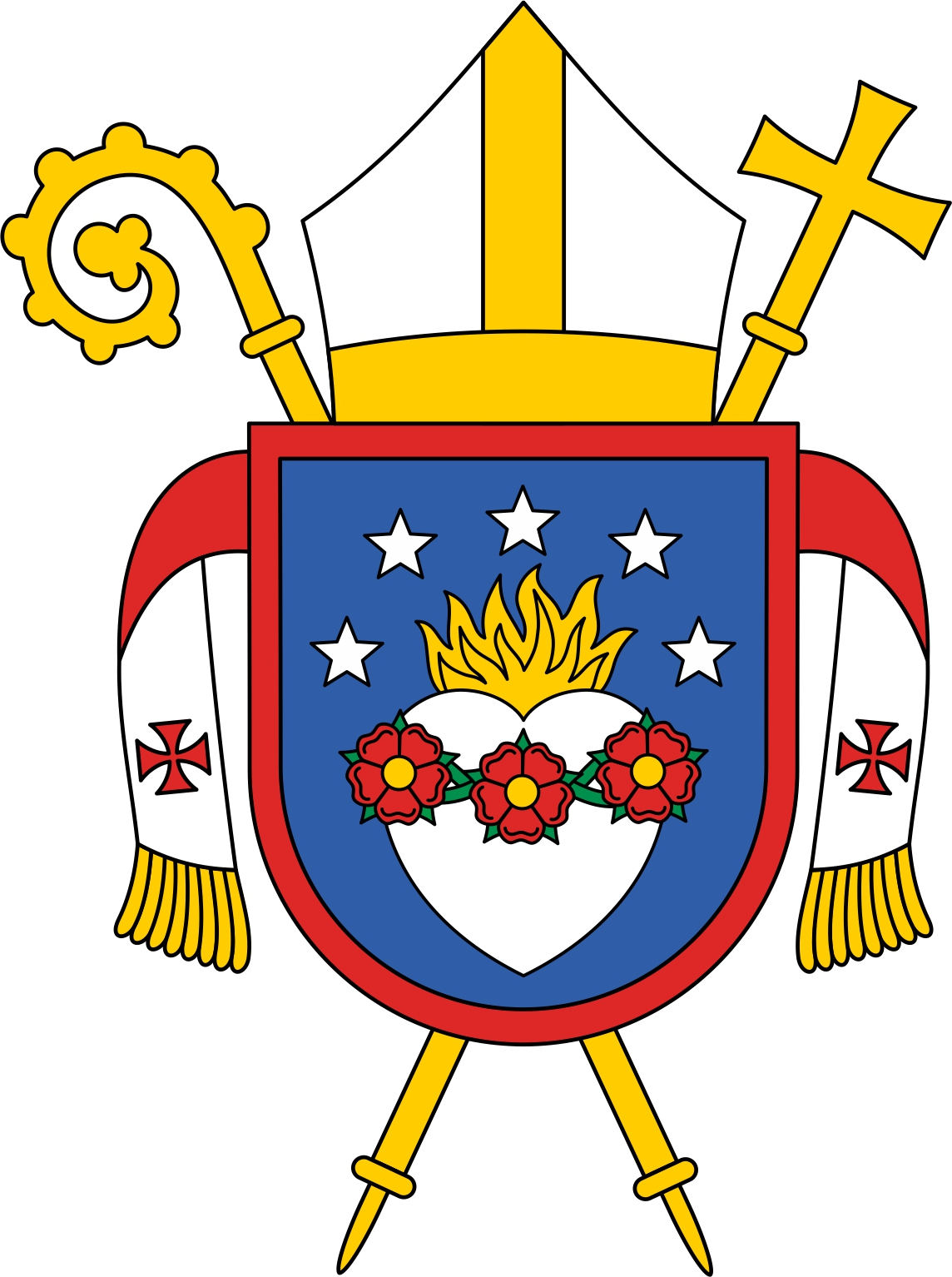
Bereinjská diecéze
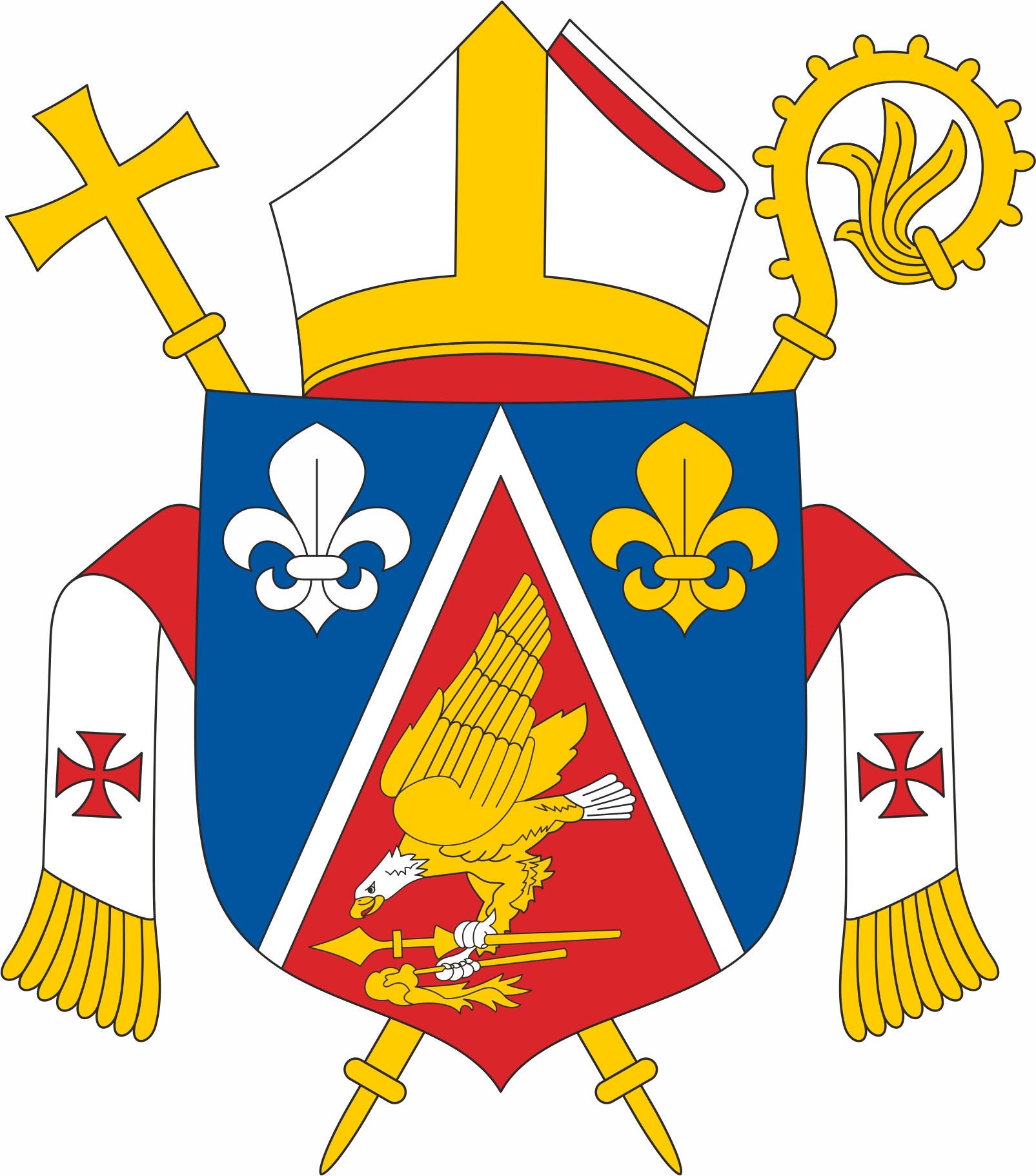
Diecéze Samoa-Pago Pago
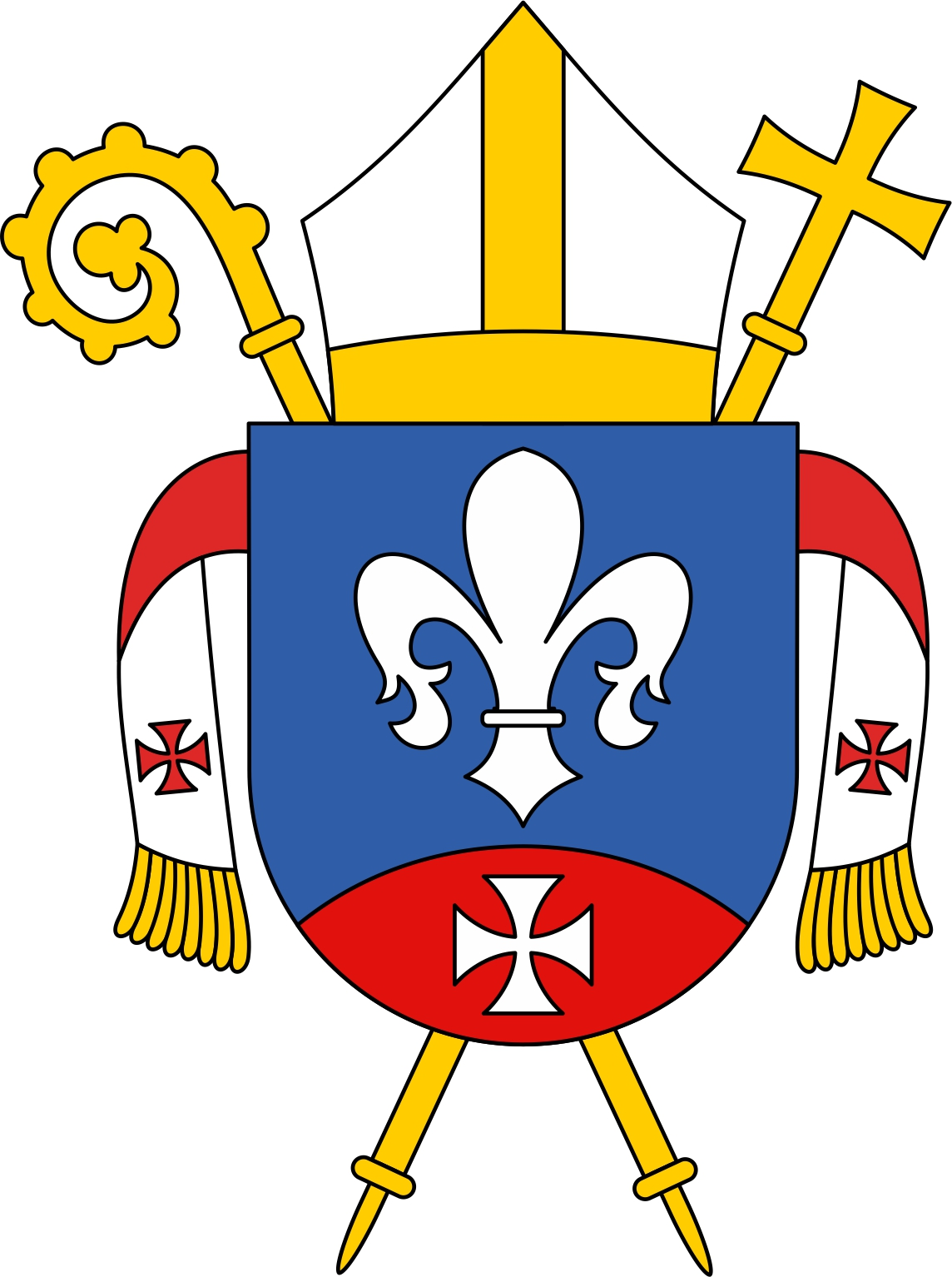
Reykjavícká diecéze

#### Apoštolské vikariáty a Misie
- Apoštolský vikariát Severní Arábie (Apostolicus Vicariatus Arabiae Septentrionalis), sídlící v Bahrajnu
- Misie sui iuris v Afghánistánu[30]

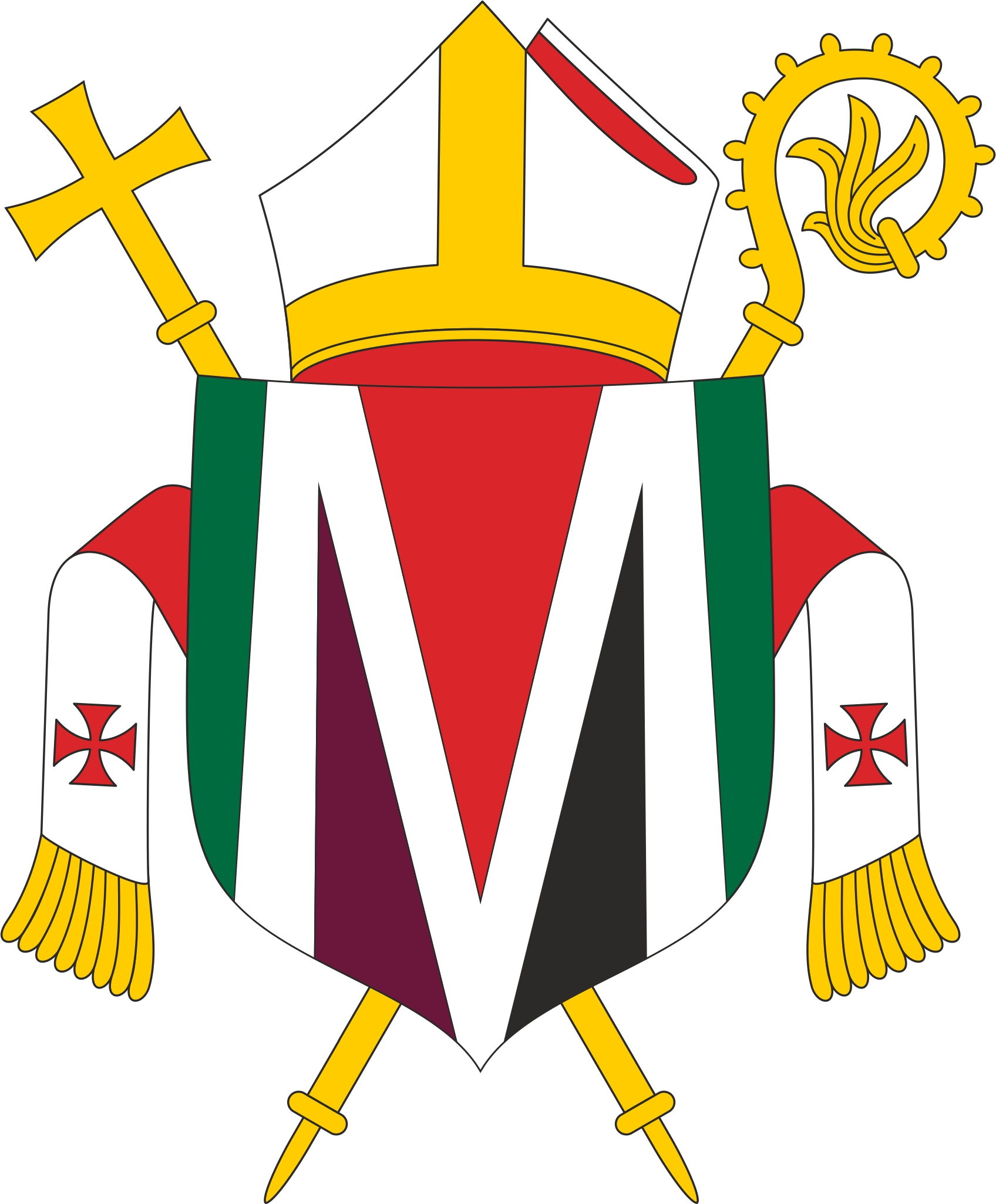
Apoštolský vikariát Severní Arábie

### Osobní erby a pečetě

#### Kardinálové
- Soane Patita Paini Mafi, tonžský biskup a kardinál (návrh osobní pečeti)

#### Arcibiskupové
- Francesco Panfilo, SDB, rabaulský arcibiskup, Papua Nová Guinea
- Stephen Joseph Reichert, OFMCap., madangský arcibiskup, Papua Nová Guinea
- Karl Hesse, MSC, emeritní rabaulský arcibiskup, Papua Nová Guinea

#### Biskupové
- Wiliam Fey, OFMCap. kimbský biskup, Papua Nová Guinea
- Dariusz Kałuża, MSF, gorokský biskup, Papua Nová Guinea
- Rolando Santos, CM, alotau-sideiský biskup, Papua Nová Guinea
- David B. Tencer, OFMCap., reykjavícké biskup, Island[31]

Francesco Panfilo, SDB
Karl Hesse MSC, MBE
Stephen Joseph Reichert, OFMCap.
Dariusz Kałuża MSF
Dávid Bartimej Tencer, OFMCap.
William Fey, OFMCap.

### Další grafické práce
- Příležitostné poštovní razítka[32]
- Drobná poštovní grafika

## Zahradní architektura

### Soukromé zahrady
- Zrealizované projekty zahrad v letech 2004 – 2014: 30[33]

### Veřejné prostranství
- Supermarket TESCO, Martin-Priekopa, sadové úpravy, 2008[33]
- Rekonstrukce centrální zóny obce Bobrov, 2009
- Úprava centra obce Keblov, 2009
- Zvýšení kvality a bezpečnosti centrální zóny v obci Dolný Hričov, 2009
- Regenerace centrální zóny obce Horná Súča, 2009
- Regenerace centrální zóny obce Horné Srnie, 2009
- Regenerace obce Jasenové, 2009
- Regenerace centra obce Kunerad, 2009
- Regenerace centrální zóny, Zliechov, 2009
- Úprava centra obce Oponice, 2009
- Úprava zeleně areálu Gaudeamus – zařízení komunitní rehabilitace Bratislava, 2010
- Mirage shopping center Žilina, krajinářské a terénní úpravy, ulice Dolný Val, Žilina

### Drobná architektura
- Divinský meteorit – první památník meteoritu ve střední Evropě (COR-TEN ocel)
- Rekonstrukce sochy sv. Jana Nepomuckého v Divině pod patronátem Německého velvyslanectví na Slovensku, krále Norodoma Sihamoniho a cara Simeona II.
- Památník Carla Gustava Swenssona v Žilině.[34][35] Swensson (1861–1910) byl švédský zahradní architekt, který po roce 1900 projektoval i parky v Mariánských Lázních.[36][37]

### Vertikální zahrady
- Gothal Liptovská Osada
- Mirage nákupní centrum Žilina
- Thalmeiner Café Trnava
- Château Gbeľany

### Střešní zahrady
- Komplex Eurovea Bratislava – intenzivní zahrada
- Lázně Rajecké Teplice – extenzivní zahrada
- Hrad Lietava – extenzivní zeleny střechy torzální architektury[38][39]

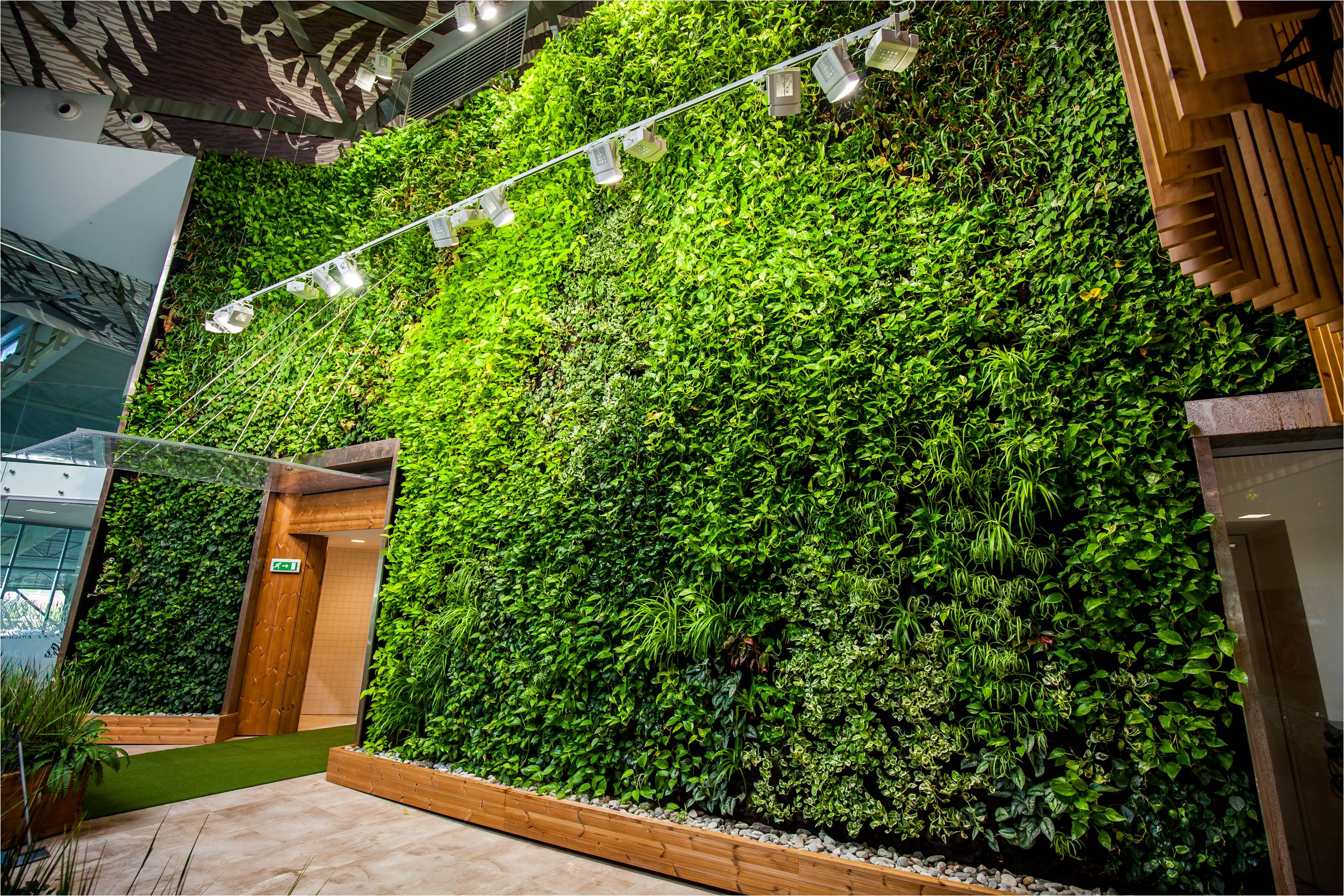
Vertikální zahrada, Gothal, Liptovská Osada
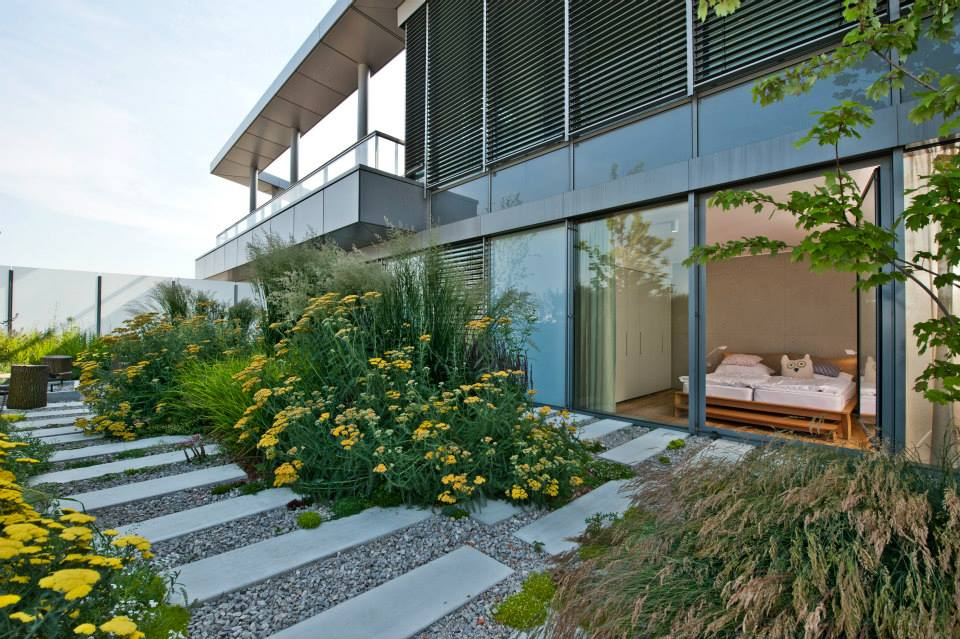
Střešní zahrada, Eurovea Shopping, Bratislava
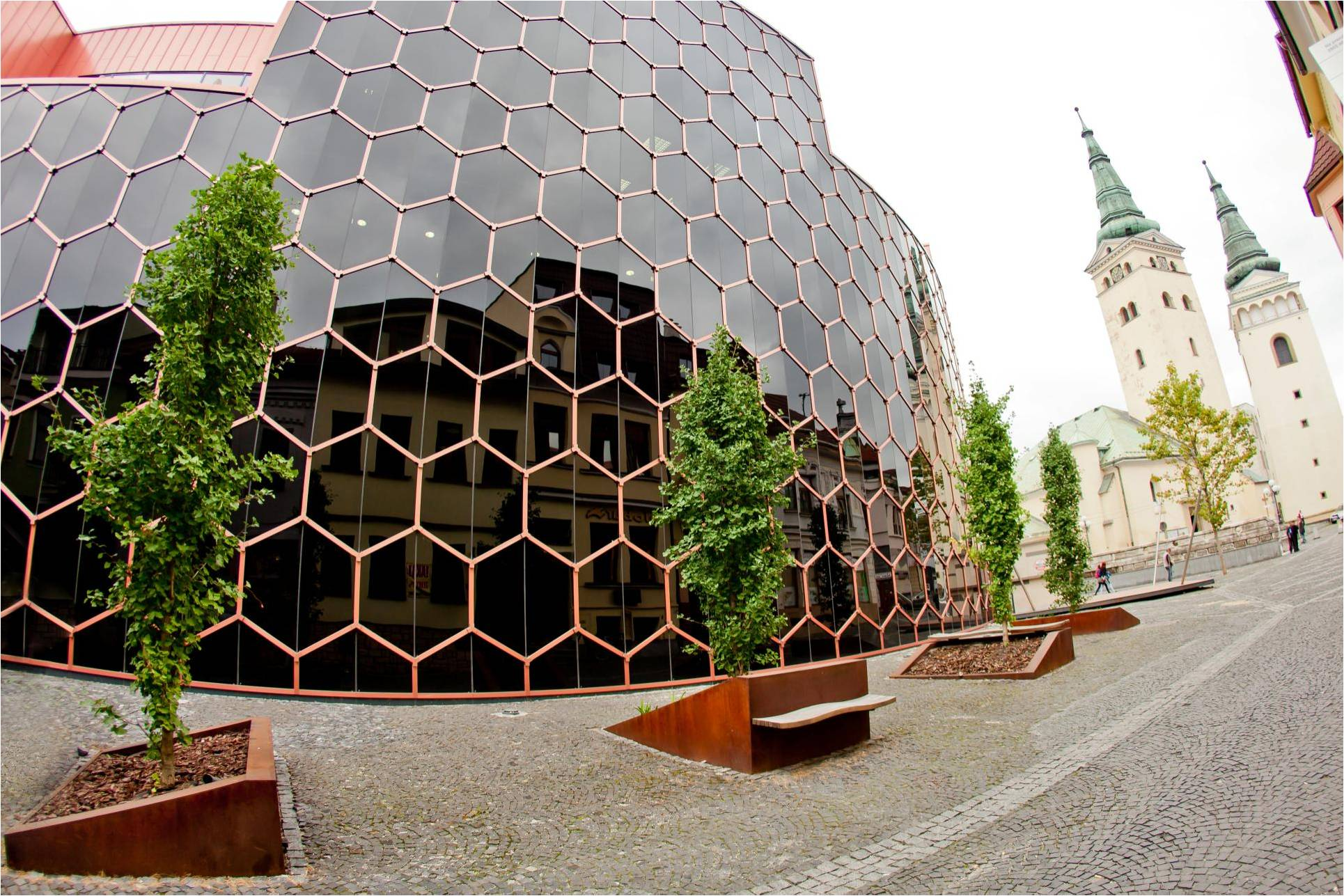
Kompozice, Žilina (jinan dvoulaločný – Ginkgo biloba 'Fastigiata Blagon')
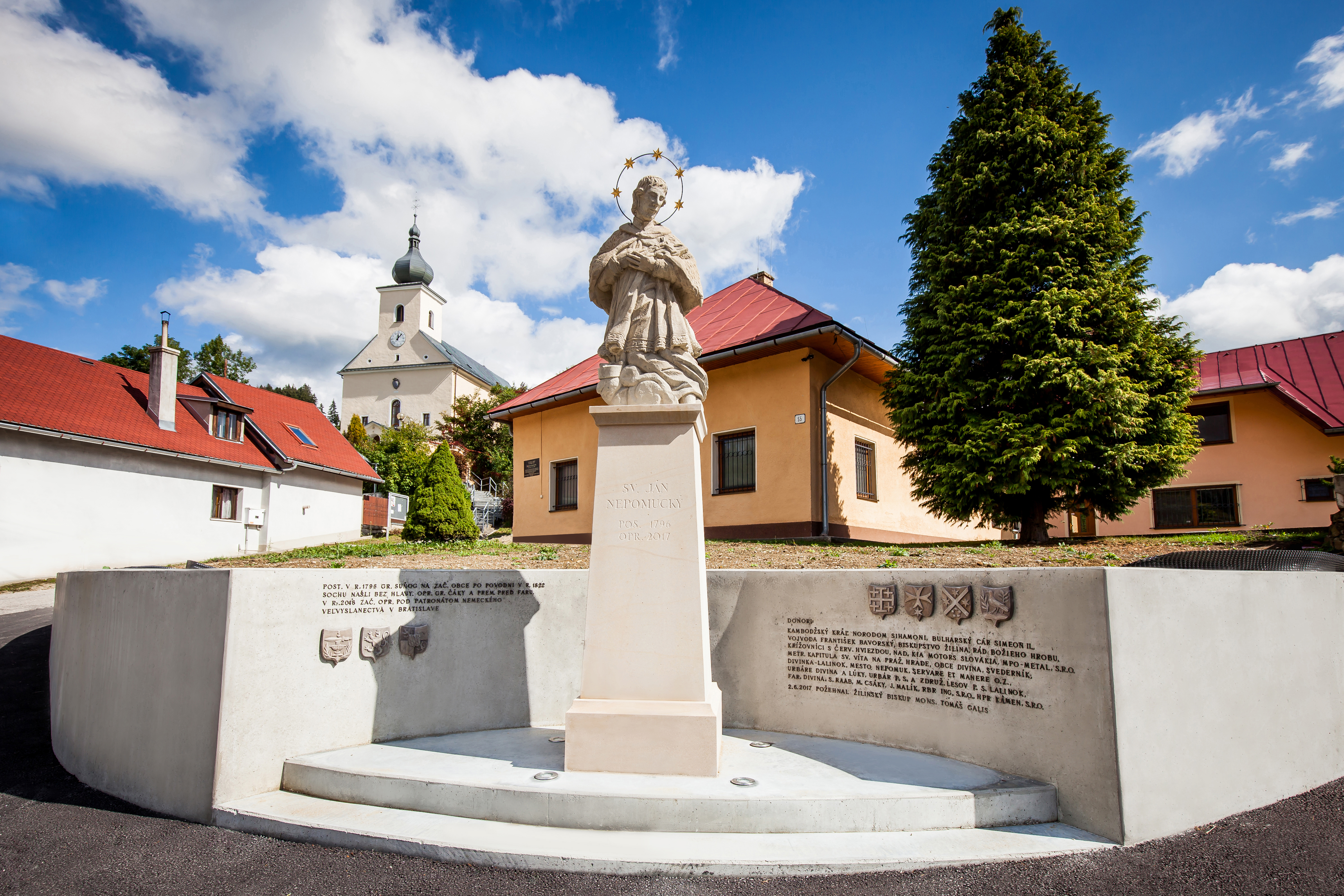
Socha sv. Jana Nepomuckého v Divině
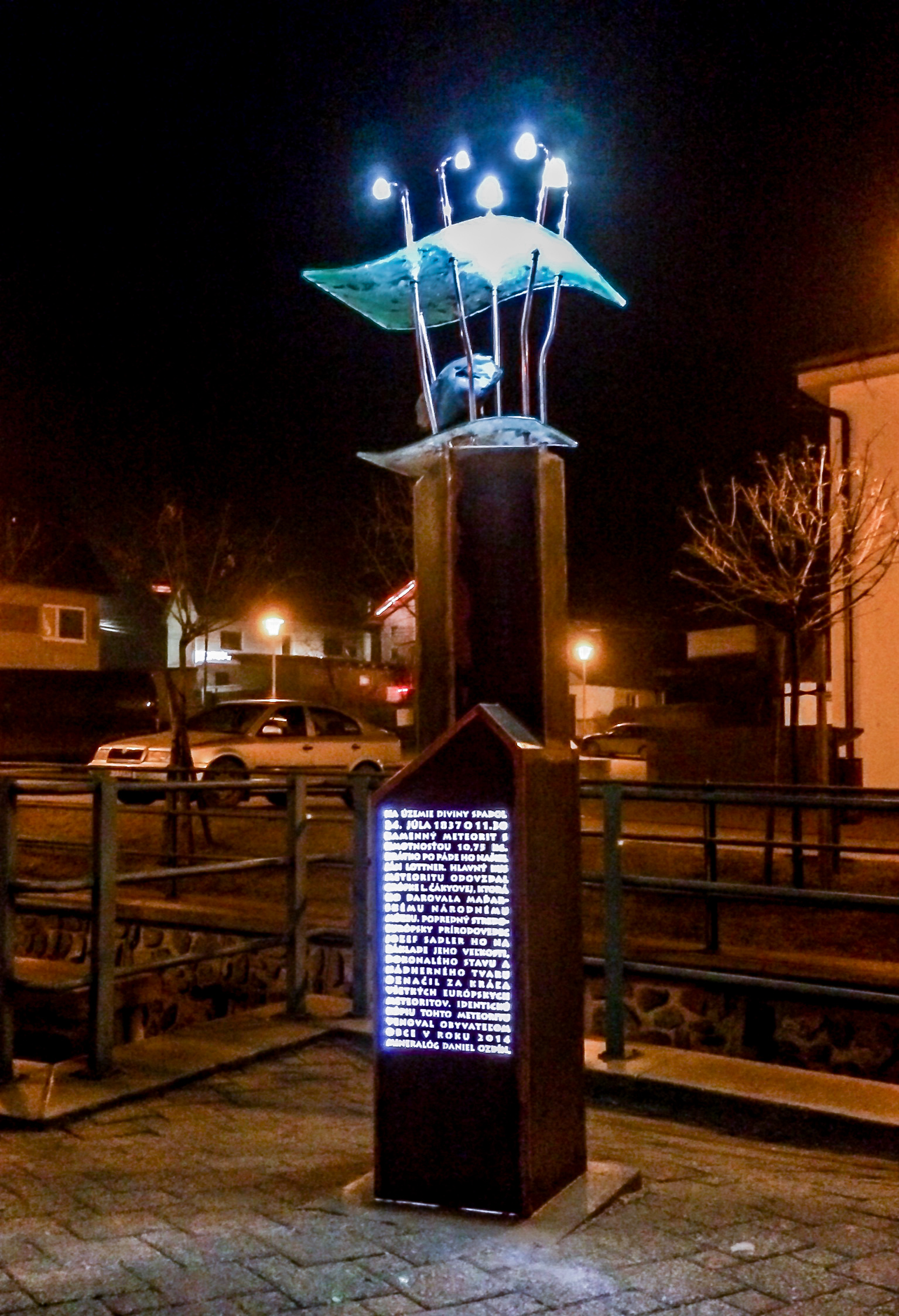
Památník divinského meteoritu